# Il Coral
Il Coral ist in seiner zweiten Auflage von 1987 das offizielle Gesangbuch der Engadiner und Münstertaler evangelisch-reformierten Kirchgemeinden in der Bündner Landeskirche. Der Coral ist in allen Engadiner Kirchgemeinden mit Ausnahme des rein deutschsprachigen St. Moritz im Gebrauch.
Die 223 Lieder sind in den Idiomen Vallader und Puter verfasst.
In Auftrag gegeben wurde der Coral 1977 vom Kolloquium Engiadina Bassa/Val Müstair (Unterengadin und Münstertal). Die neue Ausgabe löste die alte von 1922 ab. Das erste rätoromanische Kirchengesangbuch des Engadiner Reformators Ulrich Campell erschien 1562 und war eines der ersten in der Schweiz. Das älteste Kirchengesangbuch mit Noten von 1661 stammte vom Zuozer Juristen Lurainz Wietzel.
Das im Engadin bekannteste Lied ist das vor allem an Beerdigungen gesungene Nr. 15: Meis bun pastur (deutsch: «Mein guter Hirte»), eine Vertonung des 23. Psalms nach der Melodie «Ich bete an die Macht der Liebe».

## Aufbau und Inhalt
Gegliedert ist der Coral in folgende Kapitel:
- Lod ed ingrazchamaint (dt.: «Lob und Dank»)
- Psalms (Psalmlieder)
- Daman (Morgenlieder)
- Saira (Abendlieder)
- Urazchun (Lieder zum Thema «Gebet»)
- Cretta (Lieder zum Thema «Glaube»)
- Cuffort (Trostlieder)
- Retuorn tar Dieu (Lieder zum Thema «Rückkehr zu Gott»)
- Amur pel frar (Lieder zum Thema «Liebe zum Bruder» / Geschwisterliche Liebe)
- Baselgia (Lieder zum Thema «Kirche»)
- Cumanzamaint dal cult divin (Lieder zum Gottesdienstbeginn)
- Fin dal cult divin (Lieder zum Ausgang des Gottesdienstes)
- Battaisem (Tauflieder)
- Confirmaziun (Lieder zur Konfirmation)
- Soncha Tschaina (Abendmahlslieder)
- Nozzas (Hochzeitslieder)
- Mort e vit’eterna (Lieder zum Thema «Tod und ewiges Leben»)
- Advent (Adventslieder)
- Nadal (Weihnachtslieder)
- Fin da l’an (Lieder zum Jahresende)
- Principi d’an (Neujahrslieder)
- Paschiun (Passionslieder)
- Pasqua (Osterlieder)
- Ascensiun (Lieder zu Auffahrt / Christi Himmelfahrt)
- Tschinquaisma (Pfingstlieder)
- Pan da minchadi (Lieder zum Thema «Das tägliche Brot»)
- Reginam da Dieu (Lieder zum Thema «Gottes Reich»)
- Canons (Kanons)
- Part per cour (zusätzliche Lieder, zumeist volkstümliche Engadiner Klassiker)